# Трамваи Питера Витта

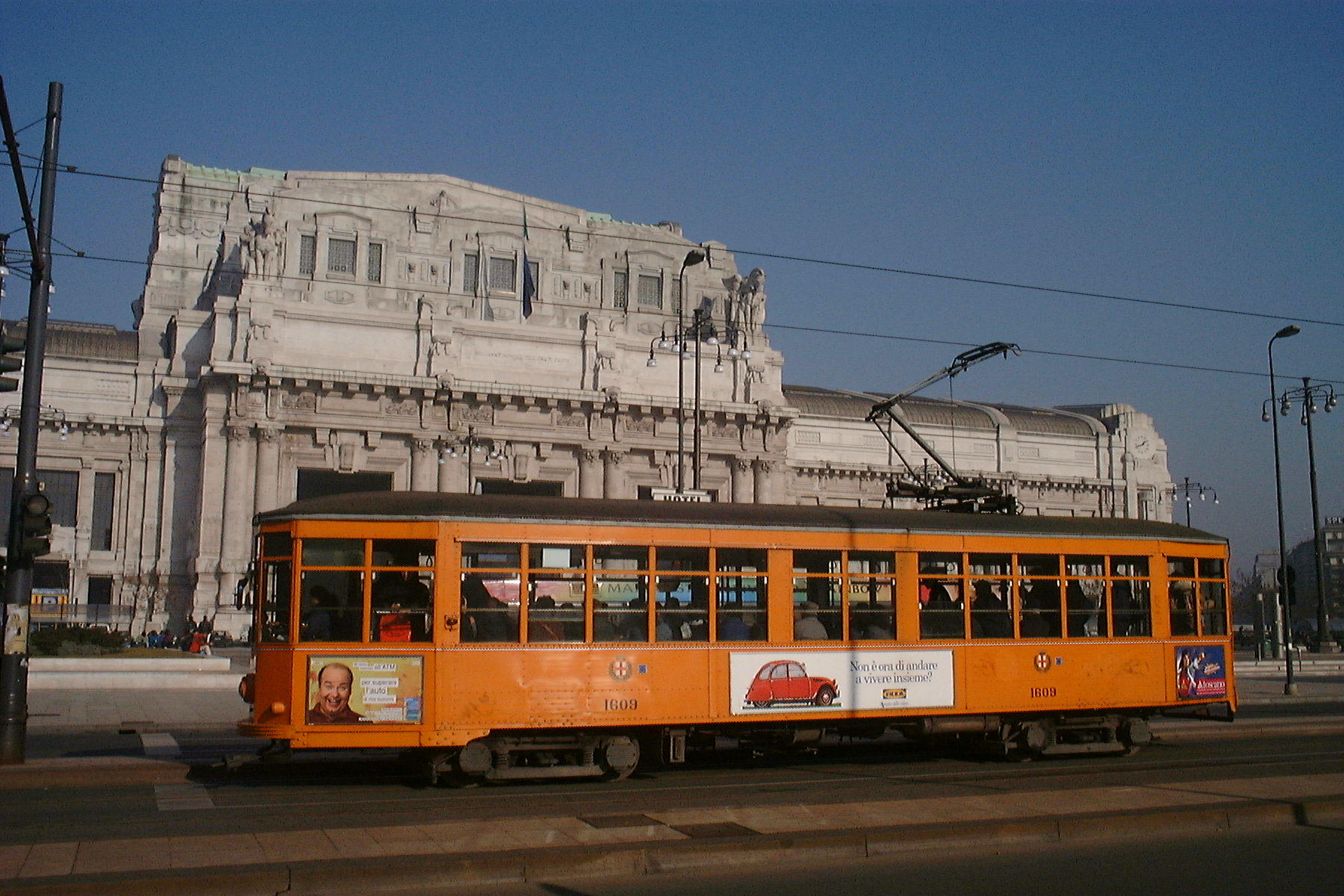
Трамвай Peter Witt напротив центральной железнодорожной станции Милана

Пи́тер Ви́тт (англ. Péter Wítt), будучи торговым уполномоченным Cleveland Railway Company, разработал модель трамвая, которая ныне известна под его именем и используется во многих североамериканских городах (особенно в Торонто и Кливленде), а также в Милане, Италия, где около 150 Ventotto («двадцать восемь») работают с 1928 года и поныне, в 2020-х годах. В 1930-е гг. в СССР в Ленинграде выпускался советский вариант ЛМ-33.. 
Конструкция вагона Витта отличалась от других трамваев той эпохи использованием центральной двери с кондуктором, располагавшимся непосредственно напротив двери, только для выхода. Пассажиры могли заходить в вагон без задержки; они могли платить кондуктору сразу же и сидеть в задней части трамвая или ждать впереди и платить непосредственно перед выходом. Данная конструкция позволила уменьшить время, затрачиваемое на остановку трамвая, улучшить соответствие движения графику и увеличить пропускную способность транспортной системы. Впоследствии многие транспортные средства были реконструированы на систему оплаты при входе, но они по-прежнему остаются известными как «вагоны Питера Витта».

## Транспортные компании

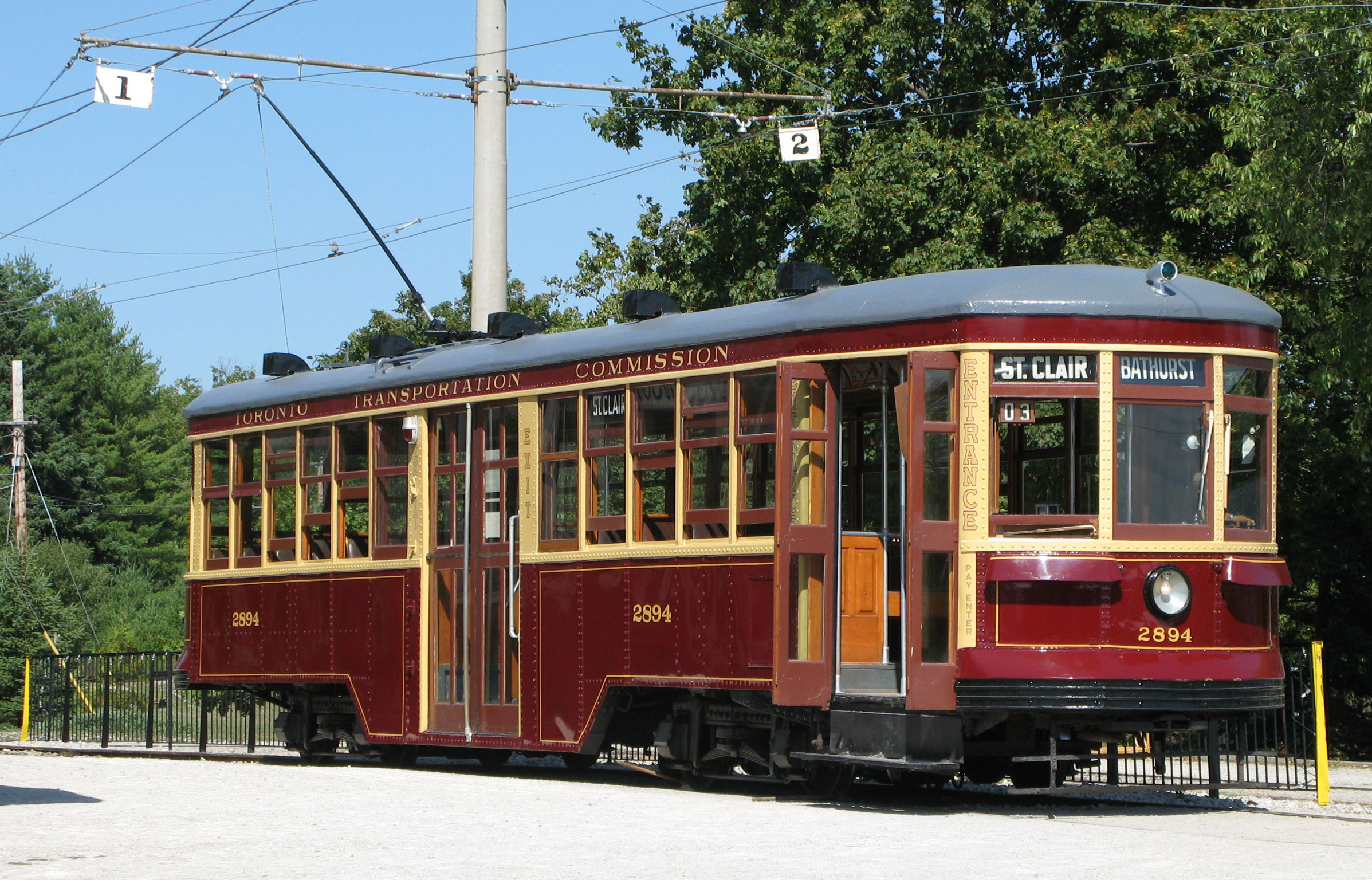
Отреставрированный вагон Питера Витта, работавший в Торонто

Транспортные компании, использующие трамваи Питера Витта:
| Оператор                                                           | Город                     | Страна                    |
| ------------------------------------------------------------------ | ------------------------- | ------------------------- |
| Ottawa Transportation Commission                                   | Оттава, Онтарио           | Канада                    |
| Toronto Transit Commission                                         | Торонто, Онтарио          | Канада                    |
| Azienda municipalizzata Trasporti                                  | Турин                     | Италия                    |
| Azienda Napoletana per la Mobilità                                 | Неаполь                   | Италия                    |
| Azienda Trasporti Milanesi                                         | Милан                     | Италия                    |
| Servicio de Transportes Eléctricos                                 | Мехико                    | Мексика                   |
| Porto Rico Railway, Light & Power Co.                              | Сан-Хуан                  | Пуэрто-Рико               |
| Empresa Municipal de Transportes (EMT)                             | Мадрид                    | Испания                   |
| Brooklyn and Queens Transit                                        | Нью-Йорк, Нью-Йорк        | Соединённые Штаты Америки |
| Chicago Surface Lines                                              | Чикаго, Иллинойс          | Соединённые Штаты Америки |
| Cleveland Railway Company                                          | Кливленд, Огайо           | Соединённые Штаты Америки |
| Dallas Railway and Terminal                                        | Даллас, Техас             | Соединённые Штаты Америки |
| Detroit Department of Street Railways                              | Детройт, Мичиган          | Соединённые Штаты Америки |
| International Railway Co.                                          | Буффало, Нью-Йорк         | Соединённые Штаты Америки |
| Los Angeles Railway                                                | Лос-Анджелес, Калифорния  | Соединённые Штаты Америки |
| Louisville Street Railway                                          | Луисвилл, Кентукки        | Соединённые Штаты Америки |
| New York State Railways                                            | Рочестер, Нью-Йорк        | Соединённые Штаты Америки |
| New York State Railways                                            | Сиракьюс, Нью-Йорк        | Соединённые Штаты Америки |
| Philadelphia Rapid Transit Philadelphia Transportation Company     | Филадельфия, Пенсильвания | Соединённые Штаты Америки |
| Rochestrial and Rapid Transit Railway (Рочестерское метро)         | Рочестер, Нью-Йорк        | Соединённые Штаты Америки |
| San Francisco Municipal Railway (Историческая линия F Market)      | Сан-Франциско, Калифорния | Соединённые Штаты Америки |
| St. Louis Public Service Co/United Railways                        | Сент-Луис, Миссури        | Соединённые Штаты Америки |
| The United Railways and Electric Company Baltimore Transit Company | Балтимор, Мэриленд        | Соединённые Штаты Америки |

## Производители

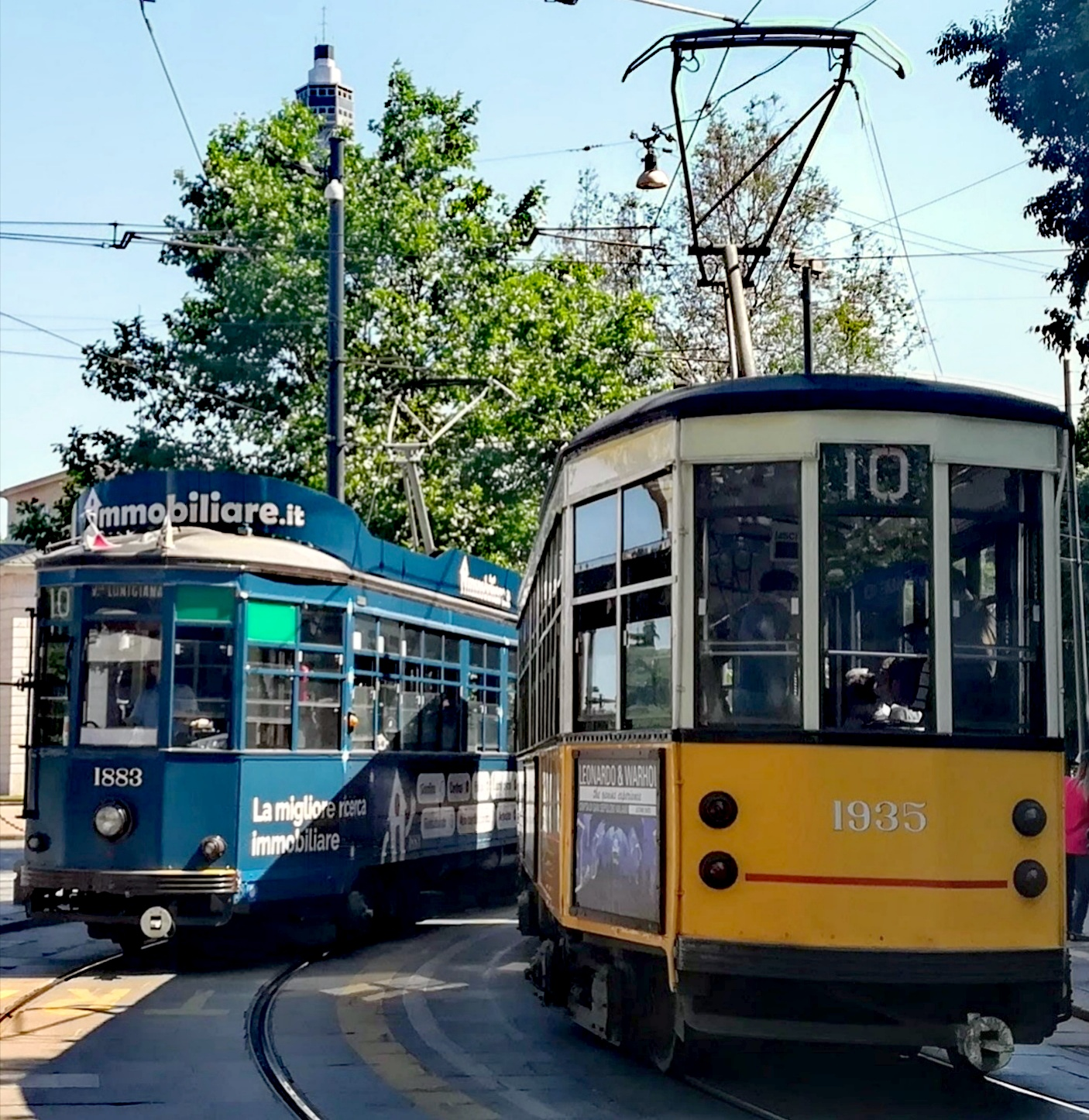
Трамваи Питера Витта в Милане

### ВСеверной Америке
- J. G. Brill and Company — Филадельфия, Пенсильвания
- Canada Car and Foundry — Монреаль, Квебек
- Cincinnati Car Company — Цинциннати, Огайо
- G. C. Kuhlman Car Company — Кливленд, Огайо
- Ottawa Car Company — Оттава, Онтарио
- Preston Car Company — Престон, Онтарио
- St. Louis Car Company — Сент-Луис, Миссури

### ВИталии
- Carminati & Toselli — Милан
- Officine elettroferroviarie Tallero — Милан
- Officine Ferroviarie Moncenisio Condove — Турин
- Officine Ferroviarie Meridionali del Vasto — Васто